# Fier
Fier ([fiˈɛɾ], albanisch auch Fieri) ist eine Stadt in Mittelalbanien. Sie hat 52.926 Einwohner (Volkszählung 2023) und ist Albaniens achtgrößte Stadt. Fier ist der Sitz des gleichnamigen Qarks.
Die erst etwa 200 Jahre alte Stadt ist ein wichtiger Standort der albanischen Industrie und spielt verkehrstechnisch eine bedeutende Rolle: Hier kreuzen sich nationale Verkehrsadern in Form von Eisenbahnlinien und Straßen beziehungsweise Autobahnen. Als größte Stadt in der landwirtschaftlich genutzten Myzeqe-Ebene – eine der fruchtbarsten Gegenden Albaniens überhaupt – ist Fier Umschlagplatz für vielfältige Produkte aus Landwirtschaft und Viehzucht und nimmt somit auch eine bedeutende Rolle im Primärsektor der Wirtschaft Albaniens ein.

## Geographie

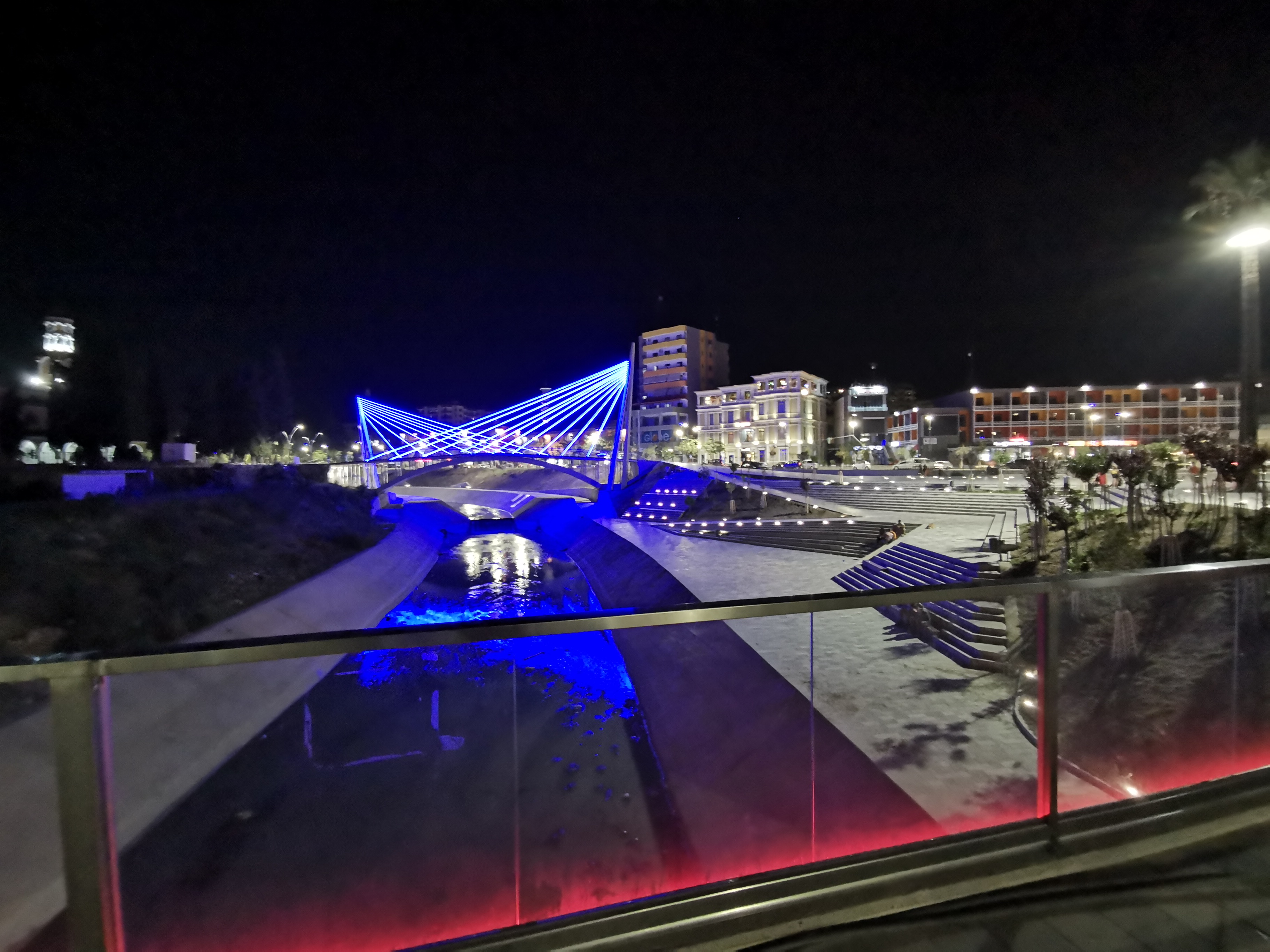
Neu gestaltetes Stadtzentrum mit dem Fluss Gjanica

Fier liegt in der Myzeqe-Ebene, dem bedeutendsten landwirtschaftlichen Anbaugebiet des Landes, etwa 16 Kilometer vom Adriatischen Meer entfernt und rund 100 Kilometer südlich von Tirana. Die Stadtgemeinde (Bashkia) bedeckt eine Fläche von 78 Quadratkilometern. Die größte Ausdehnung beträgt in West-Ost-Richtung 8,1 Kilometer und in Nord-Süd-Richtung 10,7 Kilometer. 47,7 % der Stadtfläche sind Grünland, 5,4 % Gewässer, 11,9 % machen Verkehrsfläche aus und 34,9 % sind bebaut.
Die Stadt befindet sich im südlichen Teil der Myzeqe-Ebene und wird vom Flüsschen Gjanica durchzogen, das am nördlichen Stadtrand in den Seman, den Zusammenfluss von Devoll und Osum mündet. Südlich von Fier beginnen die Ausläufer des Mallakastra-Hügellands. Die Region von Fier wie auch die gesamte Ebene waren schon immer von Hochwasserkatastrophen betroffen. In den letzten Jahrzehnten wurde jedoch viel in den Hochwasserschutz investiert, sodass die Gefahren minimiert werden konnten.
2015 wurde Fier mit den anderen Gemeinden im Norden, Süden und Westen des ehemaligen Kreises Fier zusammengelegt. Sie bilden heute Njësitë administrative (Verwaltungseinheiten) innerhalb der Bashkia. Die Gemeinde hat 101.963 Einwohner (Volkszählung 2023). Von 2011 bis 2023 hat die Gemeinde 15 % der Einwohner verloren, vor allem in ländlichen, wenig gut entwickelten Gebieten.
| Name        | Einwohner 2023 | Einwohner 2011 |
| ----------- | -------------- | -------------- |
| Fier        | 52.926         | 55.845         |
| Cakran      | 8.113          | 11.722         |
| Dërmenas    | 5.881          | 7.788          |
| Frakull     | 5.176          | 6.820          |
| Levan       | 6.050          | 8.159          |
| Libofsha    | 4.433          | 6.149          |
| Mbrostar    | 5.528          | 7.460          |
| Portëz      | 7.748          | 8.259          |
| Qënder Çlir | 3.049          | 4.207          |
| Topoja      | 3.059          | 4.246          |

In der Region herrscht Mittelmeerklima mit trockenen, heißen Sommern und regenreichen, milden Wintern und hohen Sonnenstundensummen (Winterregenklima). Die durchschnittliche Niederschlagsmenge beträgt rund 90 Millimeter in den Monaten September bis April und steigt bis zu rund 100 mm an. Die Jahresniederschlagsmenge beträgt im Durchschnitt rund 980–1000 Millimeter. Die langjährige mittlere Jahrestemperatur (ermittelt in den Jahren 1961–1990) beträgt nach Daten der Messstation am Instituti Meteorologjik i Shqipërisë (dt. Meteorologisches Institut von Albanien) 15,2 °C. Der Mittelwert des Jahres 2004 betrug 16,4 °C. Auch 2005 und 2006 waren mit einer Abweichung von +0,5 °C überdurchschnittlich warm. Fier hat durchschnittlich 2800 Sonnenstunden im Jahr.

## Geschichte
Die Stadt wurde im 18. Jahrhundert als Marktort von aromunischen Wanderhirten gegründet. So war sie 1769 noch ein Dorf mit 24 Lehmhäusern.
1864 wurde die moderne Stadt von Kahraman Pascha Vrioni und seinem Sohn Omer Pascha Vrioni gegründet. Sie holten dafür französische Stadtplaner und Architekten nach Fier. Die quadratischen und runden Grundzüge dieses Plans kann man noch heute erkennen. Ende des 19. Jahrhunderts wurde die Steinbogenbrücke über die Gjanica errichtet und die Stadt hatte vier Bezirke: Shkoza, Belik, Kisha und Pasha. 1904 reiste Edith Durham nach Fier und schrieb in einem Bericht, dass in der Stadt überraschenderweise moderne Steingebäude erbaut sind. 1927 wurden in der Stadt 1450 Einwohner gezählt, davon etwas mehr als die Hälfte muslimisch.
In den folgenden Jahren gab es große demographische Veränderungen. Bis Ende des Zweiten Weltkrieges ließen sich viele Migranten aus der Labëria, Çamëria, Novi Pazar, Podgorica und dem Kosovo in Fier nieder. Auch aus anderen toskischen Gebieten verzeichnete die Stadt Zuzügler.
Am 14. August 1935 erhoben sich Teile der Gendarmerie und der Armee in Fier gegen den König Ahmet Zogu. Sie forderten die Wiederherstellung der Republik. Versuche, die Städte Lushnja und Berat zu übernehmen, scheiterten aber. Armee und Gendarmerie dort blieben dem König gegenüber loyal, so dass der „Fier-Revolte“ (albanisch Kryengritja e Fierit, Rebelimi i Fierit) am Folgetag schon endete.
Seit den 1930er Jahren wurde in der Region Erdöl gefördert. Die Industrialisierung Albaniens unter den Kommunisten und die Trockenlegung der Myzeqe-Ebene nach dem Zweiten Weltkrieg ließ den Ort zu einer der wichtigsten Städte des Landes werden. Es wurde Industrie angesiedelt, so ein Dampfkraftwerk und eine Düngemittel-Fabrik. 1989 hatte die Stadt rund 45.000 Einwohner.

## Sehenswürdigkeiten

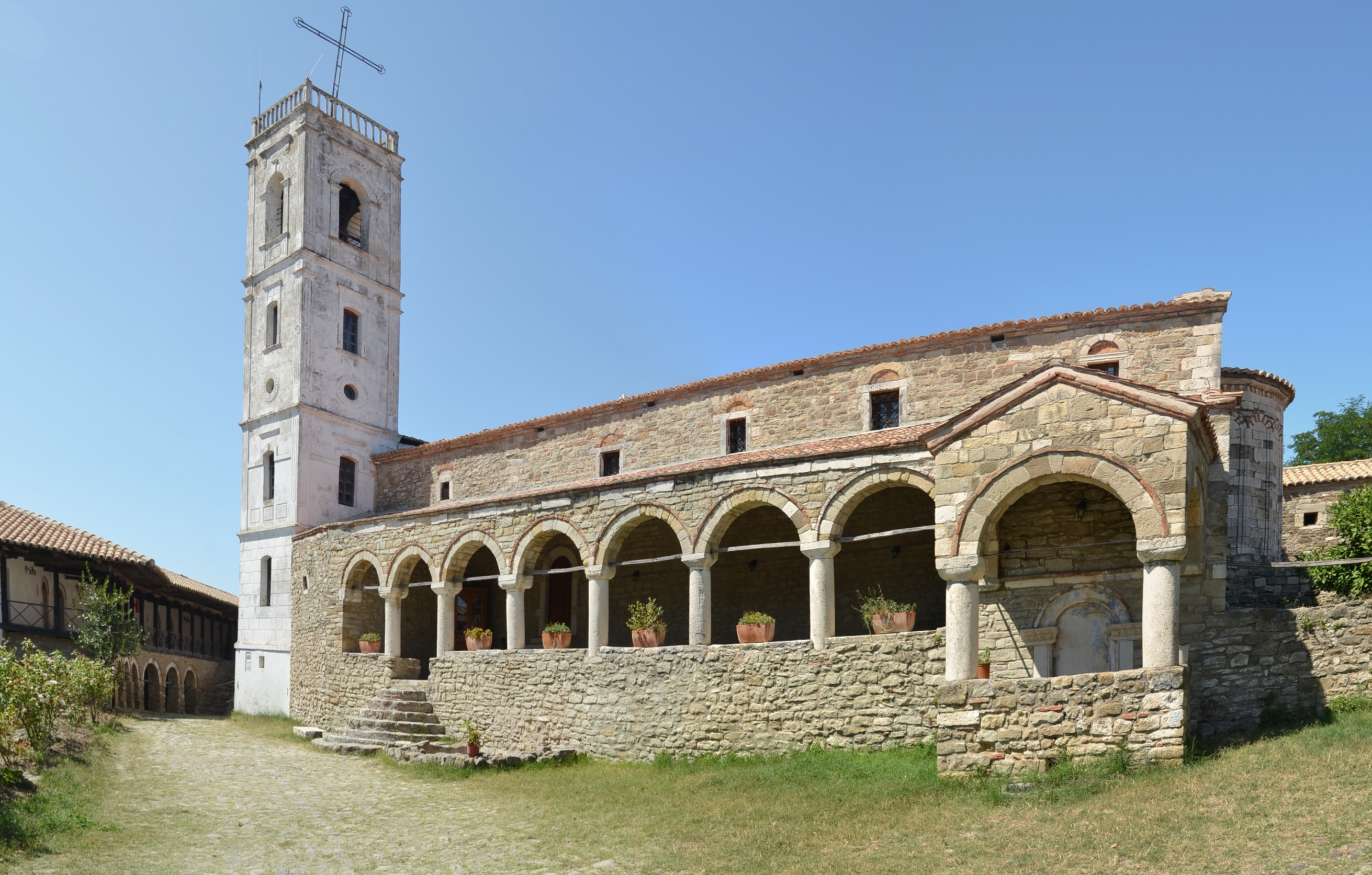
Marienkirche im Kloster Ardenica

Das historische Museum in Fier zeigt Funde aus der Region und Nachbildungen. 2005 wurde die neue Moschee im Stadtzentrum eröffnet, eine der größten des Landes.
Zwölf Kilometer westlich von Fier befinden sich die Ruinen der antiken Stadt Apollonia. Das Museum in Apollonia zeigt Fundstücke aus der Ausgrabung. Ungefähr 15 Kilometer nördlich liegt auf einem Hügel beim Dorf Kolonja das bedeutende orthodoxe Kloster Ardenica. 20 Kilometer nordwestlich liegt die 45 Quadratkilometer große Lagune von Karavasta.

## Wirtschaft
2007 wurde in der Stadt ein neues Einkaufszentrum der Qendra Tregtare Univers errichtet, das größte in Südalbanien.
Fier liegt im wichtigsten Anbaugebiet Albaniens. Zu den Erzeugnissen zählen Olivenöl, Milch- und Fleischprodukte, Gemüse, Brot, Mehl und verschiedene Getränke.
45 % der Angestellten arbeiten bei Privatfirmen, der Rest ist beim Staat und staatlichen Firmen angestellt.

## Verkehr

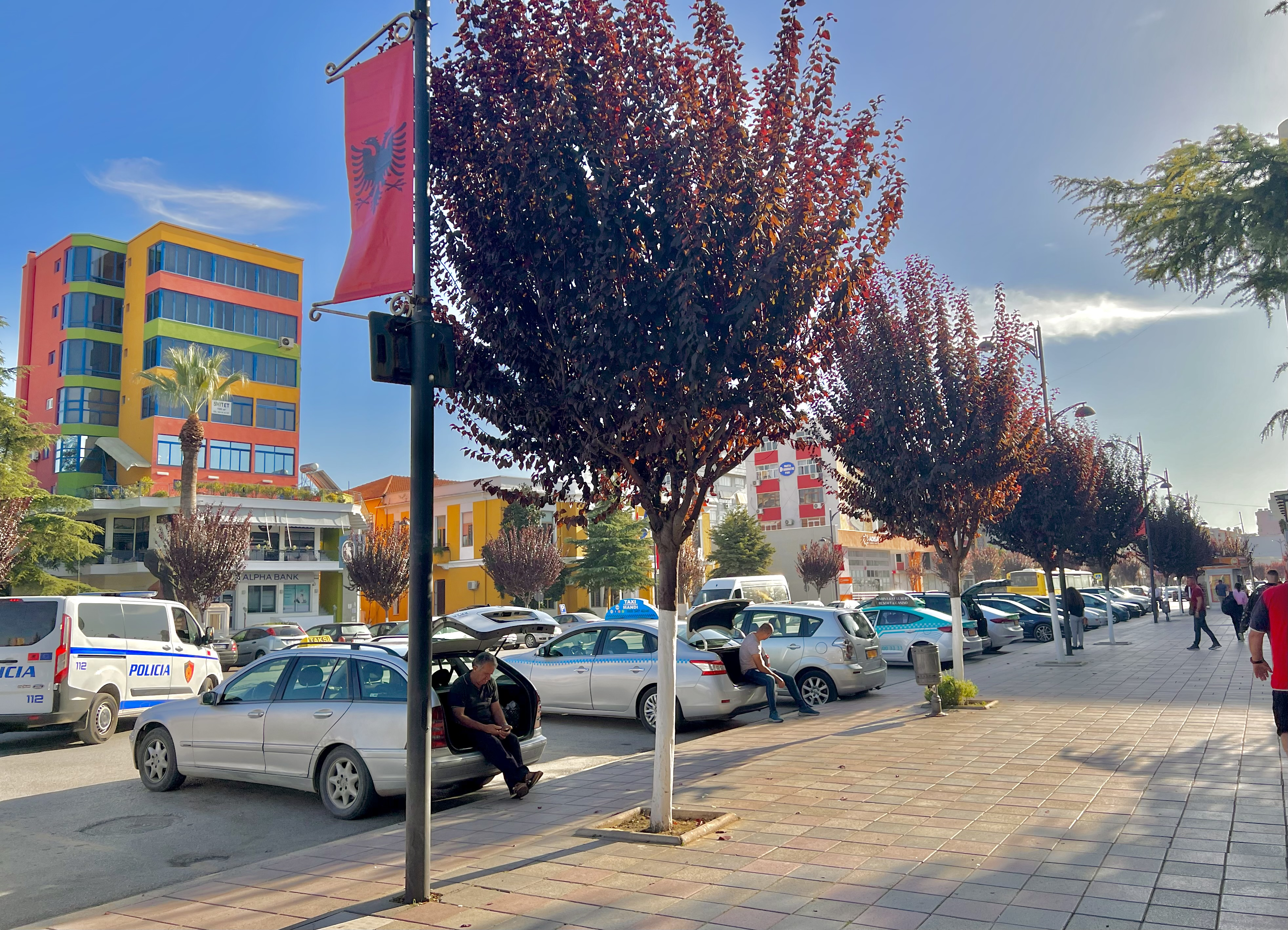
Novembertag im Stadtzentrum

Fier ist ein national bedeutender Verkehrsknotenpunkt. 2020 wurde eine Umfahrungsstraße eröffnet, die die Stadt vom Durchgangsverkehr zwischen Mittelalbanien und Vlora sowie Südalbanien/Griechenland entlastet. Seither ist die ganze Strecke von der Hauptstadt Tirana über Durrës bis nach Fier und weiter nach Vlora gänzlich als mehrspurige richtungsgetrennte Straßen (Nationalstraße SH4 und Autobahn A2) ausgebaut. Südlich von Fier zweigt von dieser Strecke die Straße nach Gjirokastra ab, die Hauptachse in den Süden des Landes und nach Griechenland.
Die Albanische Eisenbahn hat in Fier einen Trennungsbahnhof. Die von Durrës kommende Strecke Bahnstrecke Rrogozhina–Fier verzweigt hier als Bahnstrecke Fier–Vlora nach Vlora und Bahnstrecke Fier–Ballsh zum Erdöl-Zentrum Ballsh. Um das Jahr 2000 endete der Personenverkehr auf der Strecke nach Ballsh, später auch der Güterverkehr. Seit mindestens 2015 verkehrt auf der Strecke nach Vlora kein Personenzug mehr. Im Dezember 2018 wurden die ersten Güterzugfahrten der neuen Gesellschaft Albrail auf der sanierten Strecke nach Vlora durchgeführt.

## Politik
Seit 2015 ist Armando Subashi der Bürgermeister von Fier (albanisch Kryetar bashkie).
Der Stadtrat (albanisch Këshilli bashkiak) hat 35 Mitglieder.

## Partnerstädte
- Cleveland, Ohio, USA

## Sport
Der lokale Fußballverein KF Apolonia Fier pendelt regelmäßig zwischen der höchsten Liga Kategoria Superiore und der zweithöchsten Liga Kategoria e parë. In den Saisons 2012/13 und 2014/15 gelang der Ligaerhalt als Tabellenletzter respektive Zweitletzter nicht.

## Persönlichkeiten
- Helena Kadare (* 1943 als Elena Gushi), Schriftstellerin, Drehbuchautorin und Übersetzerin
- Vilson Ahmeti (* 1951), Politiker
- Fatmir Xhindi (1960–2009), Politiker
- Kujtim Majaci (1962–2009), Fußballspieler
- Altin Volaj (* 1974), Komponist und Musikpädagoge
- Ermal Meta (* 1981), Musiker
- Rovena Stefa (* 1981), Sängerin
- Sokol Kacani (* 1984), Fußballspieler
- Paljon Zarka (* 1984), Straßenradrennfahrer
- Besa (* 1986), Sängerin
- Eleni Foureira (* 1987 als Entela Fureraj), Sängerin
- Odise Roshi (* 1991), Fußballspieler
- Aldjon Pashaj (* 1994), Fußballtorhüter
- Qemal Mustafaraj (* 1995), Fußballspieler
- Keidi Bare (* 1997), Fußballspieler
- Nikol Merizaj (* 1998), Schwimmerin
- Ilarja Zarka (* 2001), Fußballspielerin
- Redi Kaçanolli (* 2004), Fußballspieler